# Arbeiterstimme (Польша)
«Арбайтерштиме» (нем. Arbeiterstimme — «Голос рабочего») — газета Профсоюза шахтёров для немецкого меньшинства в Народной Польше, издавалась на немецком языке, сначала в Валбжихе, затем во Вроцлаве.
Газета была основана в Валбжихе в июне 1951 года, но с выпуска номера 16 редакция переехала во Вроцлав. С 1955 года газета выходила ежедневно. В течение многих лет «Арбайтерштиме» была единственной газетой на немецком языке в Польше. В декабре 1958 года выпуск газеты был прекращён.
Вместе с «Арбайтерштиме» продавали циклические публикации для земледельцев («Дер Ляндарбайтер», нем. Der Landarbeiter) и для молодёжи («Югендштиме», нем. Jugendstimme).